# Henrik Larsson
Edward Kjell Henrik "Henke" Larsson, MBE (IFA: ˈhɛnrɪk ˈlɑːʂɔn, 20. september 1971 i Helsingborg, Skåne, Sverige) er en tidligere professionel fodboldspiller (angriber) og nuværende assistenttræner for FC Barcelona.
Larsson debuterede på det svenske landshold den 13. oktober 1993 i en kamp mod Finland i kvalifikationen til VM 1994, hvor han scorede. Han spillede 106 landskampe og lavede 37 mål for Sverige mellem 1993 og 2009. Ud over ligatitler med Celtic, Barcelona og Manchester United samt en Champions League-titel med Barcelona har Larsson vundet flere individuelle udmærkelser, som fx Guldskon som Europas bedste målscorer og Guldbollen som bedste svenske fodboldspiller (to gange). Henrik Larsson påbegyndte sin trænerkarriere i Landskrona BoIS, men forlod klubben efter 3 sæsoner.
Lige inden landskampen mod Danmarks fodboldlandshold den 6. juni 2009, hvor Henke spillede hele kampen, døde hans bror af pludselige årsager. Henke fik det at vide lige inden kampstart, men gik alligevel på banen..
Den 20. oktober 2009 meddelte han, at han ville stoppe karrieren den 1. november 2009.  For sine præstationer hos Celtic er han blevet inkluderet i Scottish Football Hall of Fame.
Han er far til Jordan Larsson, som spiller fodbold i danske FC København i Superligaen og Janelle Larsson, som er aktiv inden for hestesporten og blandt andet er vinder af flere SM-medaljer. Henke er gift med Magdalena Larsson.

## Baggrund
Henrik Larssons mor er fra Sverige og hans far, Francisco Rocha, er fra øen Boa Vista, en af Kap Verde-øerne uden for Vestafrikas kyst. Larsson voksede op i Närlunda i Helsingborg, Skåne, Sverige. Hans mor arbejdede på fabrik, og hans far var sømand.